# Floarea-soarelui
Floarea-soarelui (Helianthus annuus) este o plantă anuală din familia Asteraceae, nativă din America. Este una din compozitele cele mai cultivate pentru semințele bogate în ulei, din acestea fiind extras uleiul de floarea-soarelui.
Frunzele sunt mari, întregi, pețiolate și cordate. Tulpina se termină cu un singur calatidiu sau, uneori, este ramificată și are mai multe inflorescențe. Calatidiile sunt mari, cu receptaculul plan, având culoare galbenă. Semințele sunt bogate în ulei, conținând, fără coaja fructului, circa 55% ulei comestibil și cu întrebuințare industrială, de exemplu, la fabricarea săpunului. Turtele rămase ca reziduuri de la extragerea uleiului alcătuiesc un nutreț concentrat, bogat în proteine brute și digestibile.
Perioada de semănare este din aprilie până în mai. Este o plantă anuală.
În graiul moldovenesc, planta se numește răsărită.

## Galerie

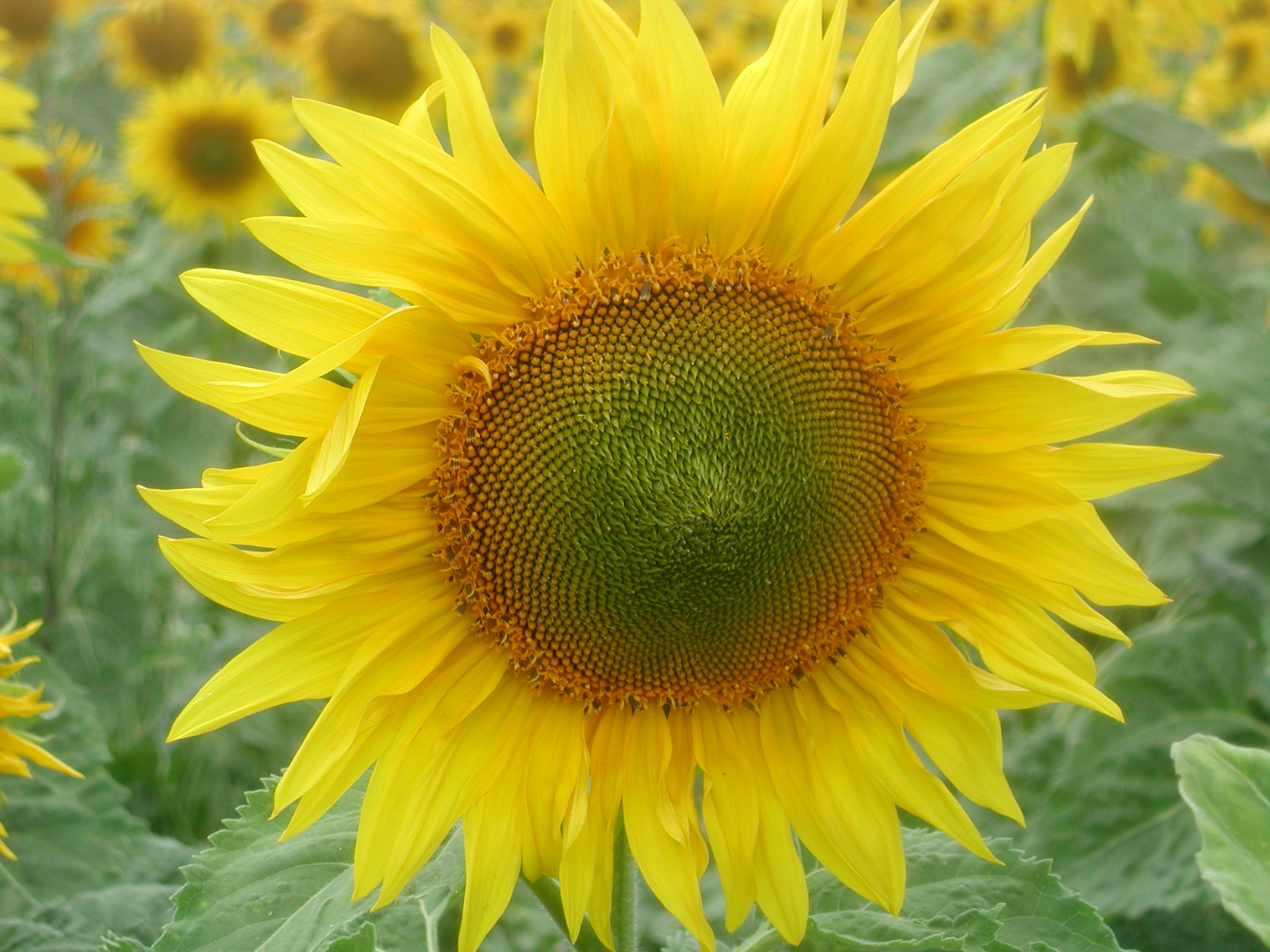
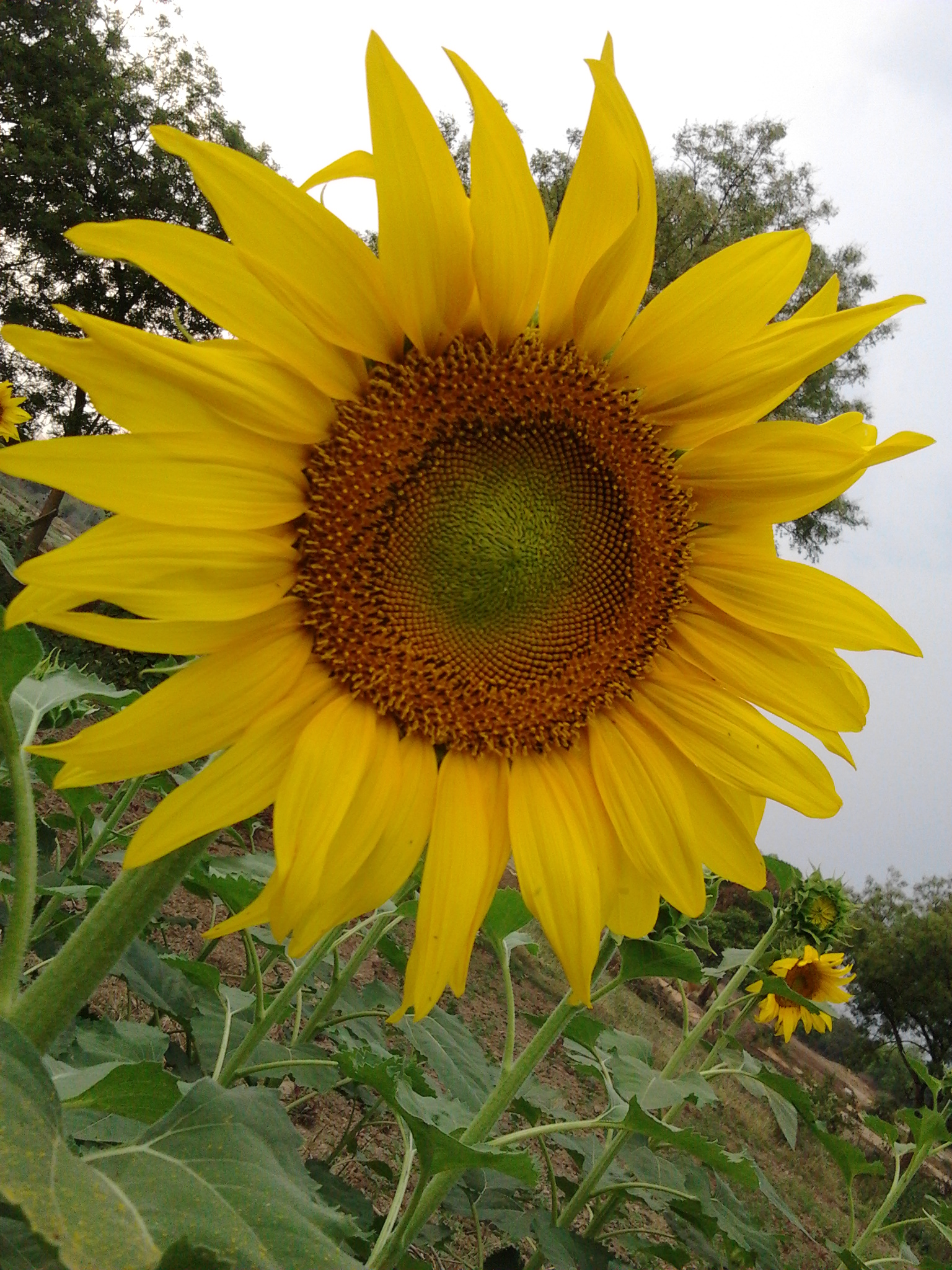